# Pintura de la Bauhaus
La pintura de la Bauhaus se desarrolló por los pintores de la Escuela de la Bauhaus.
Comienza cronológicamente con Lyonel Feininger (1871-1956) y Johannes Itten (1888-1956); el primero practicó el cubismo y obtuvo excelentes resultados en la técnica de la xilografía. Por su parte, Itten desarrolló en la Bauhaus sus experiencias vienesas centradas en las propiedades de los materiales, que le llevaron incluso a profesar religiones del Extremo Oriente, y a promulgar su teoría de los materiales y la textura. Asimismo, partiendo de la teoría de los colores y las formas de su maestro, Hölzl, Itten desarrolló una teoría general del contraste como base de expresión creadora.
Durante el período de Weimar la Bauhaus fue mucho más romántica, con la integración en la escuela de Georg Muche (1920), Paul Klee y Oskar Schlemmer (1921), y de Vasili Kandinski (1922).
Otros pintores asociados a la escuela pictórica de la Bauhaus son Gerhard Marcks, Laszlo Moholy-Nagy y Lothar Schreyer.